# ニコラエフスク・ナ・アムーレ
座標: 北緯53度8分 東経140度44分 / 北緯53.133度 東経140.733度
ニコラエフスク・ナ・アムーレ（ロシア語：Никола́евск-на-Аму́ре、英語：Nikolayevsk-on-Amur または Nikolayevsk-na-Amure、中国語：廟街）は、ロシア極東部、ハバロフスク地方のニコライエフスキー地区の行政中心地。人口は1万8631人（2021年）。アムール川の河口から80km上流に位置しており、川の北岸にある。ハバロフスクから977km、コムソモリスク・ナ・アムーレの鉄道駅からは582kmの距離にある。
日本語では漢字で、尼港と表記される。中国語の地名の由来は満洲語のᠮᡳᠶᠣᠣ
ᡤᠠᡧᠠᠨ (miyoo gašan) にあり、miyooが寺廟を指し、gašanが集落を指すことにある。またこの地名が指す寺廟は、明代に存在した永寧寺である。

## 歴史
アムール川流域は女真族などが住んでいた広義での満州の一部である。元朝期に征服され、遼陽行省に属した。明代になると近隣のヌルガン（現トィル）にヌルガン都指揮使司が置かれた。清代もアイグン条約で割譲されるまでは清の領土であった。この町もかつては中国語で「廟街」（ミィアオジエ、 Miàojiē）と呼ばれており、サハリンなどとの毛皮貿易で栄えていた。
日本の探検家・間宮林蔵は1809年、樺太およびその対岸のアムール川下流探検の際に『東韃地方紀行』という記録を残しているが、この中で「フヨリ」と彼が呼ぶ町のことに触れており、これは現在のニコラエフスク・ナ・アムーレに一致するとみられている。彼は、当時清の黒竜江将軍の管轄下にあったアムール川の左岸を探検し、その中でいくつかの町を訪れている。
19世紀半ば、ロシア人は清の領土だったアムール流域がほぼ手付かずで管理が行き届いていないことを知り、アムールを遡上しての調査に着手した。ニコラエフスク哨所は1850年8月13日、アムール川河口から遡上したゲンナジー・ネヴェリスコイ（Gennady Nevelskoy）らによって設置された。この駐在所は町としての資格を認められ、沿海州が設置された1856年にコラエブスキーからニコラエフスクに改称した。清のアロー戦争敗北後、外満洲一帯は1858年のアイグン条約と1860年の北京条約でロシア帝国に割譲され、この地もロシアの一部となった。
1865年、町は沿海州の州都になり、州知事の任地に指令されて、ロシア極東で最初の新聞が発行された。この新聞は1920年まで続いていたが、赤軍パルチザンによって廃刊させられた。この地方では毛皮などの交易が盛んで、外国人貿易商、わけてもアメリカ商人は、住み着く者も多かった。
1861年（文久元年）、箱館奉行は、武田斐三郎を航海の責任者として交易船を仕立て、ニコラエフスクに派遣した。塩飽諸島の粟島に伝えられていた『黒竜江誌』によれば、支配調役・水野正太夫以下、諸術調所教授・武田斐三郎、医師・深瀬洋春、貿易商・紅屋清兵衞、ロシア語通訳など41人が亀田丸に乗り組み、箱館から35日間の航海でニコライエフスクに到着し、46日間滞在した。一行はロシア鎮台府の盛大な歓迎を受け、軍事施設や要害を見学した 。この来訪は、ロシア側の東シベリア総督府にも記録が残されている。それによれば、在箱館ロシア帝国領事館から、事前に「日本が洋式スクーナー船を派遣するので歓迎してくれ」と要請があり、ある程度日本語がわかる領事館付きのロシア人見習い水夫も同行していた。日本側の目的は、洋式船での航海修業、港湾の水先案内や法令、制度などの見学、要塞の視察、貿易の可能性の調査と、多様だった。
1869年（明治2年）、日本公務弁理職（総領事）に任じられたフランス人のモンブラン伯爵が、樺太領有権問題にからんで、ニコラエフスクがロシア側の樺太開拓基地となっていることを、日本の外務省に報告している。武器製造工場があり、ヨーロッパから運ばれた武器もここに備蓄されている、というのであった。
1878年、海軍施設が建設途上の不凍港ウラジオストクへ移設され、シベリア艦隊が母港を移したことが響いて、ニコラエフスクは寂れた。1890年にニコラエフスクを訪れたアントン・チェーホフは、宿を見つけることもできなかった。「いまでは家屋の大半は家主たちに見すてられ、なかば崩れて、窓枠のない黒いいくつもの窓が、頭蓋骨の眼窩のようにこちらを見つめている。住民たちは眠りこけたような酒びたりの生活を送って、総じて食うや食わずの、その場しのぎの暮らしをしている」とチェーホフは記した。
1886年（明治19年）にニコラエフスクを訪れた黒田清隆も、「市街中いたるところに廃屋空き屋がある」と記している。当時の人口は1,971人にすぎず、入港する艦船も年間20隻ほど。「陸運が発達してきているので、やがてこの町は見捨てられ、ただの漁村になるかもしれない」との感想を黒田は抱いた。

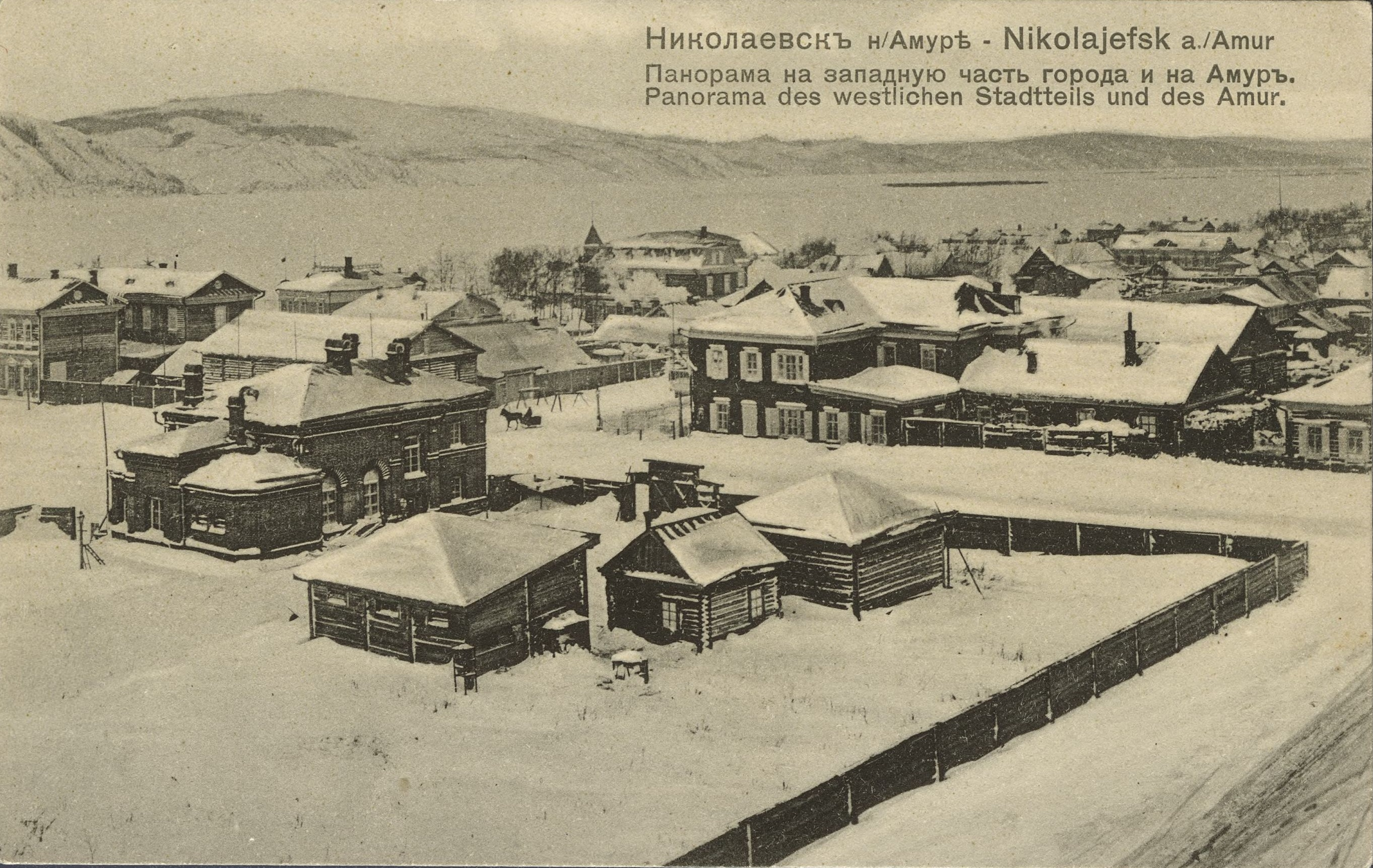
20世紀初頭のニコラエフスク

しかし1890年代には毛皮貿易と金鉱に加えて、何よりも漁業が発展し、町は繁栄を取り戻した。シベリア鉄道がなかった当時、ニコラエフスクには河川交通によってシベリア内陸部へ通行できるという利点もあった。
ニコラエフスクにおける事業としての漁業は、1892年、函館在住の陸軍予備中尉・堀直好が手がけたことに始まる。それを見たロシア側が日本人を歓迎したため、多くの日本人が参入したが、1901年に日本人の漁業は禁止され、1907年に調印された日露漁業協約においてもニコラエフスク近辺は対象から外され、ロシア人と共同経営をしていた島田商会などを除き、漁業関係者は撤退した。しかし海産物の交易は続き、第一次世界大戦による食糧不足でロシア国内の需要が急増するまで、ニコラエフスクの主要海産物である鮭の輸出先は日本であり、居留邦人の数も多く、領事館が設けられていた。
1886年にニコラエフスクへ入った日本人・島田元太郎は、1896年には島田商会を設立し、大きく発展させた。1895年には、天草の二組の夫婦が、それぞれに若い女性たちを連れてニコラエフスクへ渡り、水商売を始めた。その後、天草からの渡航者は、水商売に限らず、洗濯業や洋服仕立業で家族ぐるみの移住者も増え、成功して貿易業を営んだり、旅館経営をする者も現れた。
ニコラエフスクは、その発展のために、移住したユダヤ人に対してロシア人と同じ権利を与えていたため、町の有産階級の大多数はユダヤ人で漁業に関係していた。また、親日的な気風があり、日本人の漁業家も便宜を得ていた。
1914年、アムール下流地域は沿海州から分割されてサハリン州となり、ニコラエフスクは、州の行政の中心になった。この当時には、冬期も居住する永住人口が12,000人になり、学校、図書館、公民館、公園などの公共施設も充実してきていた。映画館も2軒あり、電灯や電話もあった。

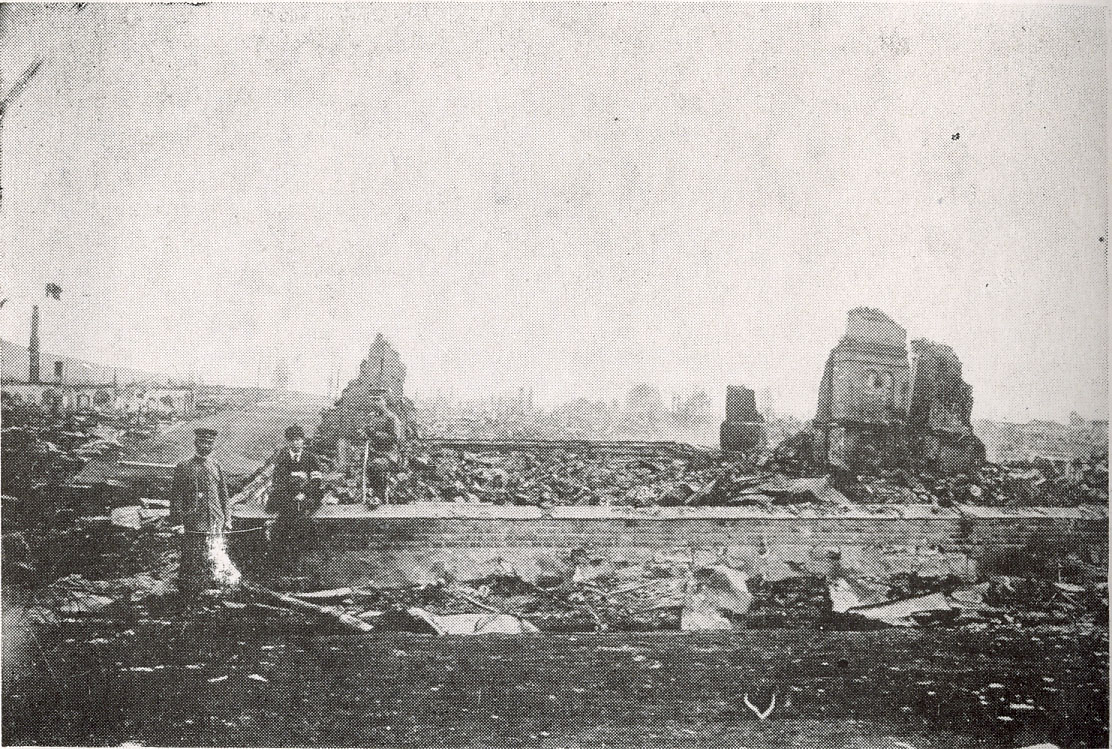
廃墟となったニコラエフスク（尼港）

しかし、ロシア革命後のロシア内戦期、1920年の春から夏にかけて、尼港事件が起こった。赤軍パルチザンによって占領された町では、6,000人の住民が虐殺され、建物はことごとく破壊され、廃墟となった。犠牲者はロシア人ばかりではなく、日本人居留民と日本軍守備隊およそ700名余りが含まれていたため、国際的批判を浴びることになった。
ニコラエフスクは1926年にニコラエフスク・ナ・アムーレと改称した。現在もニコラエフスク・ナ・アムーレはアムール川の主要港の一つであり、漁業や木材輸出などを行っている。

## 気候
ケッペンの気候区分によると、亜寒帯湿潤気候に区分される。年間を通して降水があり、夏の終わりから秋にかけては降水が多くなる。10月中旬から4月までは雪が降り、非常に寒冷である。夏は日照に恵まれ、最高気温も20℃以上まで上がる日も多くなる。
| ニコラエフスク・ナ・アムーレの気候 | ニコラエフスク・ナ・アムーレの気候 | ニコラエフスク・ナ・アムーレの気候 | ニコラエフスク・ナ・アムーレの気候 | ニコラエフスク・ナ・アムーレの気候 | ニコラエフスク・ナ・アムーレの気候 | ニコラエフスク・ナ・アムーレの気候 | ニコラエフスク・ナ・アムーレの気候 | ニコラエフスク・ナ・アムーレの気候 | ニコラエフスク・ナ・アムーレの気候 | ニコラエフスク・ナ・アムーレの気候 | ニコラエフスク・ナ・アムーレの気候 | ニコラエフスク・ナ・アムーレの気候 | ニコラエフスク・ナ・アムーレの気候 |
| 月                                 | 1月                                | 2月                                | 3月                                | 4月                                | 5月                                | 6月                                | 7月                                | 8月                                | 9月                                | 10月                               | 11月                               | 12月                               | 年                                 |
| ---------------------------------- | ---------------------------------- | ---------------------------------- | ---------------------------------- | ---------------------------------- | ---------------------------------- | ---------------------------------- | ---------------------------------- | ---------------------------------- | ---------------------------------- | ---------------------------------- | ---------------------------------- | ---------------------------------- | ---------------------------------- |
| 最高気温記録 °C （°F）             | 0.3 (32.5)                         | 5.7 (42.3)                         | 12.6 (54.7)                        | 19.6 (67.3)                        | 30.2 (86.4)                        | 34.3 (93.7)                        | 34.1 (93.4)                        | 35.3 (95.5)                        | 28.9 (84)                          | 22.5 (72.5)                        | 11.4 (52.5)                        | 2.8 (37)                           | 35.3 (95.5)                        |
| 平均最高気温 °C （°F）             | −17.5 (0.5)                        | −13.7 (7.3)                        | −5.6 (21.9)                        | 2.9 (37.2)                         | 10.5 (50.9)                        | 19.0 (66.2)                        | 21.7 (71.1)                        | 21.5 (70.7)                        | 16.2 (61.2)                        | 6.6 (43.9)                         | −6.1 (21)                          | −15.5 (4.1)                        | 3.3 (37.9)                         |
| 日平均気温 °C （°F）               | −21.9 (−7.4)                       | −19 (−2)                           | −11.6 (11.1)                       | −2.1 (28.2)                        | 5.0 (41)                           | 13.1 (55.6)                        | 16.5 (61.7)                        | 16.1 (61)                          | 10.6 (51.1)                        | 2.0 (35.6)                         | −10.4 (13.3)                       | −19.4 (−2.9)                       | −1.8 (28.8)                        |
| 平均最低気温 °C （°F）             | −25.6 (−14.1)                      | −23.4 (−10.1)                      | −16.9 (1.6)                        | −6.4 (20.5)                        | 0.9 (33.6)                         | 8.0 (46.4)                         | 12.2 (54)                          | 11.8 (53.2)                        | 6.3 (43.3)                         | −1.6 (29.1)                        | −13.9 (7)                          | −22.9 (−9.2)                       | −6 (21)                            |
| 最低気温記録 °C （°F）             | −47.2 (−53)                        | −45.9 (−50.6)                      | −37.6 (−35.7)                      | −28.8 (−19.8)                      | −11.9 (10.6)                       | −3.8 (25.2)                        | 1.3 (34.3)                         | 0.6 (33.1)                         | −6 (21)                            | −25.1 (−13.2)                      | −34 (−29)                          | −44.2 (−47.6)                      | −47.2 (−53)                        |
| 降水量 mm （inch）                 | 31.1 (1.224)                       | 31.3 (1.232)                       | 32.6 (1.283)                       | 37.9 (1.492)                       | 49.9 (1.965)                       | 39.7 (1.563)                       | 72.2 (2.843)                       | 82.0 (3.228)                       | 88.2 (3.472)                       | 79.7 (3.138)                       | 50.6 (1.992)                       | 45.7 (1.799)                       | 640.9 (25.232)                     |
| 平均降水日数 （≥1.0 mm）           | 5.8                                | 6.2                                | 5.9                                | 7.1                                | 7.9                                | 5.7                                | 8.1                                | 10.0                               | 10.8                               | 10.0                               | 8.2                                | 7.6                                | 93.3                               |
| % 湿度                             | 77                                 | 75                                 | 73                                 | 75                                 | 76                                 | 76                                 | 81                                 | 82                                 | 81                                 | 77                                 | 76                                 | 78                                 | 77.3                               |
| 平均月間日照時間                   | 130.2                              | 161.0                              | 232.5                              | 210.0                              | 232.5                              | 234.0                              | 238.7                              | 204.6                              | 183.0                              | 142.6                              | 132.0                              | 93.0                               | 2,194.1                            |
| 出典1：pogoda.ru.net               |                                    |                                    |                                    |                                    |                                    |                                    |                                    |                                    |                                    |                                    |                                    |                                    |                                    |
| 出典2：Hong Kong Observatory       |                                    |                                    |                                    |                                    |                                    |                                    |                                    |                                    |                                    |                                    |                                    |                                    |                                    |

## 交通

### 航空
市西郊にニコラエフスク・ナ・アムーレ空港がある。

### 水運
河川港のニコラエフスク・ナ・アムーレ港があり、夏季はアムール川上流のハバロフスクやコムソモリスク・ナ・アムーレ、ブラゴヴェシチェンスクへの定期航路がある。

### 道路
コムソモリスク・ナ・アムーレ - セリヒノ - ニコラエフスク・ナ・アムーレ道路は一部が舗装がされているが、そのほとんどが未舗装のダートである。